# Edgard Varèse
Edgard Victor Achille Charles Varèse, također znan i kao Edgar Varèse (Pariz, 22. prosinca 1883. – New York, 6. studenoga 1965.), američki je skladatelj francuskoga podrijetla.
Kod Varèseove glazbe naglašen je timbar i ritam. Vlastitoj glazbenoj estetici nadjenuo je izraz „organizirani zvuk“. Varèseova koncepcija glazbe odražava njegovu viziju „zvuka kao žive materije“ i „glazbenoga prostora koji je otvoren, a ne ograničen“. Elemente glazbe zamišljao je kao „zvučne mase“ i smatrao je da je njihova organizacija nalik prirodnom fenomenu kristalizacije. Varèse je smatrao da „se tvrdoglavo prilagođenim ušima sve novo u glazbi oduvijek nazivalo bukom“ i ustvrdio je: „Što je glazba osim organizirane buke?“
Iako njegova cjelovita preživjela djela sveukupno traju oko tri sata, nekoliko značajnih skladatelja kasnoga 20. stoljeća istaknuli su njegovu utjecajnost. Varèse je vidio potencijal u korištenju elektroničkih medija za proizvodnju zvuka; zbog upotrebe novih glazbala i elektroničkih resursa dobio je titulu „oca elektroničke glazbe“, a Henry Miller nazvao ga je „stratosferskim divom zvuka“.
Varèse je također aktivno promicao izvedbe djela drugih skladatelja 20. stoljeća, godine 1921. osnovao je International Composers' Guild, a 1926. godine Pan-American Association of Composers.

## Životopis

### Rani život
Edgard Victor Achille Charles Varèse rođen je 22. prosinca 1883. godine u Parizu. Kada je bio star nekoliko tjedana, njegovi su ga roditelji poslali prastricu po majki i drugoj rodbini u selo Le Villars u Burgundiji kako bi ga oni odgojili. Tamo je postao vrlo blizak s Claudeom Cortotom, djedom s majčine strane, koji je također bio djed pijanistu Alfredu Cortotu, Varèseovome prvome rođaku. Njegova ljubav prema djedu bila je veća nego njegova ljubav prema roditeljima.
U kasnim 1880-ima vratio se roditeljima. Godine 1893. bio je priseljen preseliti se s roditeljima u Torino u Italiji, dijelom kako bi živio s očevom rodbinom jer je njegov otac bio talijanskoga porijekla. Ondje mu je prvu pravu glazbenu poduku držao Giovanni Bolzoni, dugogodišnji direktor torinskoga konzervatorija. Godine 1895. skladao je svoju prvu operu pod nazivom Martin Pas, koja je danas izgubljena. Pod utjecajem svojega oca, koji je bio inženjer, upisao se na Politehničko sveučilište u Torinu te je tamo počeo studirati inženjerstvo. Njegov interes za glazbu nije se svidio njegovome ocu, koji je zahtijevao da se Edgard u potpunosti posveti inženjerstvu. Taj sukob postajao je sve veći i veći, a pogotovo nakon smrti njegove majke 1900. godine. Sukob je prestao 1903. godine kada se Edgard odselio u Pariz.
Godine 1904. počeo je studirati na konzervatoriju Schola Cantorum de Paris, čiji su osnivači bili učenici Césara Francka. Među Varèseovima učiteljima bio je i Albert Roussel. Nakon toga otišao je studirati skladanje na Conservatoire de Parisu s Charles-Marieom Widorom. U tome razdoblju skladao je velik broj ambicioznih orkestralnih skladbi, no njih je samo izvodio Varèse u transkripciji za klavir. Jedna od takvih skladbi je Rhapsodie romane, koja je nastala oko 1905. godine. Tu je skladbu nadahnula romanička crkva sv. Filiberta u Tournusu. Godine 1907. preselio se u Berlin i iste se godine oženio francuskom glumicom Suzanne Bing s kojom je imao kćer. Razveli su se 1913. godine. 
Tijekom tih godina upoznao se s Erikom Satiejem, Richardom Straussom, Claudeom Debussyjem i Ferrucciom Busonijem, koji su u to vrijeme naročito utjecali na njega. Sprijateljio se s Romainom Rollandom i Hugom von Hofmannsthalom, čije je djelo Œdipus und die Sphinx počeo prilagođavati u operu koja nikada nije bila dovršena. Dana 5. siječnja 1911. godine u Berlinu je održana prva izvedba njegove simfonijske pjesme Bourgogne. 
Godine 1915., nakon što je otpušten iz francuske vojske jer je tijekom Prvoga svjetskoga rata postao invalid, preselio se u Sjedinjene Američke Države. 

### Rane godine u SAD-u
Edgard Varèse u Sjedinjenim se Američkim Državama prvi put počeo baviti glazbenim radom 1918. godine, kad je dirigirao Berliozov Grande Messe des morts, također poznat i kao Requiem.
Svoje prve godine u Sjedinjenim Američkim Državama proveo je u Greenwich Villageu, gdje je bio redoviti gost u kafiću Romany Marie. Ondje je upoznao važne doprinositelje američkoj glazbi, promicao svoju viziju o novim elektroničkim glazbalima, dirigirao je orkestrima i osnovao orkestar New Symphony Orchestra koji je kratkotrajno postojao. U New Yorku upoznao je Léona Theremina i druge skladatelje koji su istraživali granice elektroničke glazbe.
Otprilike u to vrijeme Varèse je počeo raditi na Amériques, svojoj prvoj skladbi skladanoj u Sjedinjenim Američkim Državama. Skladba je dovršena 1921. godine, no prvi put ju je izveo Filadelfijski orkestar 1926. godine pod vodstvom Leopolda Stokowskoga (koji je već 1924. izveo Varèseovu skladbu Hyperprism i koji je 1927. premijerno izveo skladbu Arcana). Gotova sva djela koja je napisao u Europi izgubljena su ili uništena u požaru u jednome berlinskome skladištu, tako da je u Sjedinjenim Američkim Državama počeo ispočetka. Čini se da je njegovo jedino sačuvano djelo nastalo tijekom njegovoga ranoga djelovanja pjesma Un grand sommeil noir, nastala na temelju stihova Paula Verlainea. Varèse je još tada imao sačuvanu skladbu Bourgogne, no mnogo godina kasnije u naletu je depresije uništio partituru. 
Nakon što je završio skladbu Amériques, Varèse je s Carlosom Salzedom osnovao International Composers' Guild, posvećen izvedbama novih skladbi sjevernoameričkih i europskih skladatelja. U manifestu International Composers' Guilda iz srpnja 1921. godine nalazi se izjava:
Godine 1922. Varèse je posjetio Berlin, gdje je osnovao sličnu njemačku organizaciju s Ferruccijem Busonijem.
Nakon večeri tijekom koje je na Brooklyn Bridgeu pio s Francisom Picaboijom, Varèse je poslao pjesmu dadaističkome časopisu 391. Isti je časopis izjavio da orkestrira djelo naziva Cold Faucet Dance. Kasnije te godine upoznao je Louise McCutcheon (tada Norton), urednicu dadaističkoga časopisa Rogue koji je uređivala s tadašnjim suprugom. Kasnije se udala za Varèsea i postala poznata kao Louise Varèse; prevodila je radove francuskih pjesnika, a njezina prilagodba pjesama Arthura Rimbauda za izdavačku kuću New Directions Jamesa Laughlina posebice je bila utjecajna.
Varèse je skladao mnoga djela za orkestralna glazbala i glasove pod pokroviteljstvom ICG-a tijekom njegovih šest godina postojanja. Tijekom prve polovice 1920-ih skladao je Offrandes, Hyperprism, Octandre i Intégrales.
U listopadu 1927. godine uzeo je američko državljanstvo. Nakon dolaska u Sjedinjene Američke Države Varèse se uglavnom služio oblikom imena 'Edgar', no od 1940-ih nadalje nedosljedno se ponovno služio oblikom 'Edgard'.

### Život u Parizu
Godine 1928. Varèse se vratio u Pariz kako bi promijenio jedan dio skladbe Amériques i u nj uvrstio nedavno konstruirano glazbalo zvano Martenotovi valovi. Oko 1930. godine skladao je Ionisation, prvu skladbu klasične glazbe za čiju izvedbu su se isključivo koristile udaraljke. Iako je skladana za već postojeća glazbala, skladba Ionisation je primjer istraživanja novih zvukova i metoda njihova stvaranja.
Godine 1928., kad je pitan što misli o džezu, rekao je da on ne predstavlja Ameriku, nego da je „crnački prozvod koji eksplotiraju Židovi. Svi njegovi skladatelji su Židovi”, misleći na učenike Louisa Gruenberga i Nadije Boulanger, među kojima su Aaron Copland i Marc Blitzstein.
Godine 1931. bio je kum prijatelju Nikolaju Slonimskome na njegovu vjenčanju u Parizu. Godine 1933., dok je još uvijek bio u Parizu, napisao je pismo Guggenheim Foundationu i Bell Telephone Laboratoriesu u nadi da će dobiti subvenciju za razvijanje studija za elektroničku glazbu. Njegova iduća skladba Ecuatorial dovršena je 1934. godine, a sadrži dijelove za dva teremina violončela, puhačka glazbala, udaraljke i bas. Očekujući da će dobiti jednu od subvencija, Varèse se s nestrpljenjem vratio u Sjedinjene Američke Države kako bi realizirao svoju elektroničku skladbu. Na premijeri Ecuatoriala, koja se održala 15. travnja 1934. godine u New Yorku, dirigent je bio Slominski.

### Povratak u SAD
Varèse je nedzgo zatim napustio New York i otišao u Santa Fe, San Francisco i Los Angeles. Godine 1936. skladao je solo djelo za flautu zvano Density 21.5. Također je reklamirao teremin na svojima putovima po Zapadu, a jedan je i predstavio tijekom predavanja na Sveučilištu u Novome Meksiku u Albuquerqueu 12. studenoga 1936. godine. (Sveučilište u svojemu arhivu čuva teremin RCA-e, koji je vjerojatno upravo onaj koji je Varèse predstavio.) Kada se krajem 1938. godine Varèse vratio u New York, Lev Sergejevič Termen, izumitelj teremina poznat kao Léon Theremin u Sjedinjenima Američkima Državama, vratio se u Rusku Sovjetsku Federativnu Socijalističku Republiku. To je iznimno razočaralo Varèsea, koji se nadao da će moći raditi s njime na dorađivanju njegova glazbala.
Varèseu je pristupio glazbeni producent Jack Skurnick, s kojim je izradio EMS Recordings #401. Objava toga uratka označila je prvi put da su se djela Integrales, Density 21.5, Ionisation i Octandre pojavila na gramofonskoj ploči; na snimci su se pojavili flautist René Le Roy, Juilliard Percussion Orchestra i New York Wind Ensemble, kojima je dirigirao Frederic Waldman. Ionisation je i prvi Varèseov rad snimljen tijekom 1930-ih; izvedbom je dirigirao Nikolaj Leonidovič Slominski, a objavljena je kao Columbijina ploča sa 78 okretaja. K tome, krajem 1930-ih snimljena je i skladba Octandre, koja je također objavljena na diskovima sa 78 okretaja – kao cjelovito djelo (New Music Quarterly Recordings 1411) i kao isječak (3. stavak, Columbia DB1791). Le Roy također je kao solist nastupio na snimci Density 21.5 objavljenoj 1948. godine.
Kad je koncem 1950-ih Varèseu pristupio izdavač koji je želio objaviti Ecuatorial, teremini su postali vrlo rijetki, a pogotovo teremeni s vratom; zbog toga je dionicu za teremin prilagodio za Martenotove valove. Ta je nova inačica skladbe premijerno izvedena 1961. godine. (Ecuatorial je ponovno izvedena s tereminima s vratom u Buffalu u New Yorku 2002. godine i na Holland Festivalu u Amsterdamu 2009. godine.)

### Pozadina u znanosti
Dok je živio sa svojim ocem inženjerom, Varèse je bio primoran studirati na Institute Techniqueu, visokoj školi u Italiji specijaliziranoj za podučavanje matematike i znanosti. Ondje su Varèse naročito počela zanimati djela Leonarda da Vincija. Počeo je proučavati zvuk zbog svoje ljubavi prema znanosti. Izjavio je: 

Varèse je započeo svoje glazbene studije s Vincentom d'Indyjem (dirigentom) u Schola Cantorum de Parisu; ti su studiji trajali od 1903. do 1905. godine. Dok je bio u Parizu, Varèse je doživio još jedno ključno iskustvo tijekom izvedbe Beethovenove VII. simfonije u Salle Pleyelu. Tijekom scherzo stavka, možda zbog rezonancije dvorane, Varèse je osjetio kako se glazba raspada i projicira u prostor. Ta ideja ostala je s njime do kraja njegovoga života, a kasnije će je opisati da se glazba sastoji od „zvučnih predmeta koji lebde u prostoru“.

### Nedovršeni projekti
Od kasnih 1920-ih do kraja 1930-ih Varèse se kreativno uglavnom posvetio dvama ambicioznima projektima koji nikada nisu dovršeni i čiji je veći dio materijala uništen, premda su neki elementi iz njih uvršteni u manje radove. Jedan od njih bilo je opsežno scensko djelo koje je u različitima vremenima nosilo različite nazive, a uglavnom se zvalo The One-All-Alone ili Astronomer (L'Astronome). To djelo prvotno se trebalo temeljiti na legendama Indijanca, no kasnije je postalo futuristička drama o svjetskoj katastrofi i istovremenom komunikacijom sa zvijezdom Sirius. Libreto za tu drugu inačicu, na kojoj je Varèse radio u Parizu od 1928. do 1932. godine, napisali su Alejo Carpentier, Georges Ribemont-Dessaignes i Robert Desnos. Prema Carpentieru napisan je značajan dio toga djela, ali ga je Varèse napustio u korist novoga pristupa u nadi da će moći surađivati s Antoninom Artaudom. Artuad je napisao libreto zvan Il n'y a plus de firmament za Varèseov projekt te mu ga je poslao kada se Varèse vratio u SAD, no dotada je Varèse počeo raditi na drugome velikome projektu.
Drugi projekt na kojem je Varèse radio bila je koralna simfonija zvana Espace. Prema izvornom konceptu tekst za zbor trebao je napisati André Malraux. Kasnije se Varèse odlučio za višejezični tekst hijeratskih fraza koji su trebali pjevati sinkronizirani zborovi u Parizu, Moskvi, Pekingu i New Yorku kako bi stvorili svjetski radiofoni događaj. Varèse je želio da tekstu doprinese Henry Miller, koji je u svome memoaru The Air-Conditioned Nightmare sugerirao da se ta veličanstvena koncepcija – također neostvarena – na koncu preobrazila u Déserts. Tijekom rada na obama projektima Varèsea je iznimno razočarao manjak elektroničkih glazbala kojima je planirao ostvariti svoje vizije. Međutim, ipak se poslužio određenima materijalima iz djela Espace kako bi stvorio kratko djelo Étude pour espace; premijerno je izvedeno 1947. godine i zapravo je njegovo jedino pravo djelo nakon više od deset godina. Chou Wen-chung izjavio je da je Varèse na različite, međusobno proturječne načine izmijenio Étude pour espace, zbog čega nije više bilo moguće ponovno izvesti to djelo, no na Holland Festivalu iz 2009. godine, na kojem su se izvodila Varèseova „kompletna djela” tijekom vikenda od 12. do 14. lipnja 2009. godine, Chou je odlučio osmisliti novu izvedbenu inačicu, u kojoj bi se pojavila slična limena i drvena puhačka glazbala kao u djelu Déserts i u kojoj bi se služio projekcijom prostornoga zvuka. Tu inačicu premijerno su izveli ansambl Asko/Schönberg i Cappella Amsterdam 14. lipnja 2009. godine u koncertnoj dvorani Gashouder, Westergasfabriek, Amsterdam. Izvedbom je dirigirao Péter Eötvös.

### Međunarodno priznanje
Do početka 1950-ih Varèse je počeo komunicirati s novom generacijom skladatelja, među kojima su Pierre Boulez i Luigi Dallapiccola. Kad se vratio u Francusku kako bi dovršio dionice za trake na skladbi Déserts, u tom mu je podvigu pomogao Pierre Schaeffer, koji je tražio prikladne prostore u kojima bi to mogao napraviti. Prva izvedba orkestra i zvuka uz pomoć vrpce održala se kao dio ORTF-ova programa između djela Mozarta i Čajkovskoga.
Philips je angažirao Le Corbusiera da predstavi paviljon na Svjetskoj izložbi 1958. godine i, usprkos protivljenju sponzora, Le Corbusier je inzistirao na radu s Varèseom, koji je za taj prostor skladao Poème électronique, skladbu koju je ondje čulo oko dva milijuna ljudi. Koristeći se zvučnicima kojih je u unutrašnjem prostoru bilo 400 Varèse je oblikovao zvučnu i prostornu instalaciju, kojom je namjeravao stvoriti iskustvo zvuka dok se pomiče kroz prostor. To je djelo u pitanje dovelo očekivanja publike i tradicionalne oblike skladanja, a jednako tako je udahnulo život elektroničkoj sintezi i prezentaciji. Dobilo je miješane kritike.
Godine 1962. pozvan je da se pridruži Kraljevskoj švedskoj glazbenoj akademiji, a 1963. je dobio Kusevitskijevu nagradu za međunarodne snimke.
Godine 1965. dodijeljena mu je medalja Edwarda MacDowella.

## Glazbeni utjecaji
Varèsea je tijekom prvih godina skladanja nadahnjivala srednjovjekovna i renesansna glazba. Tijekom svoje karijere osnovao je i dirigirao nekoliko zborova posvećenima tome repertoaru, kao i izvedbi glazbe Aleksandra Nikolajeviča Skrjabina, Erika Satieja, Claudea Debussyja, Hectora Berlioza i Richarda Straussa. U djelu Arcana također su prisutni jasni utjecaji i sjećanja na rana djela Igora Fjodoroviča Stravinskoga, pogotovo na Petrušku i Posvećenje proljeća.

## Studenti i utjecaj

### Studenti
Varèse je bio učitelj mnogima značajnima skladateljima, među kojima su Chou Wen-chung, Lucia Dlugoszewski, André Jolivet, Colin McPhee, James Tenney i William Grant Still. 

### Utjecaj na klasičnu glazbu
Među skladateljima koji su potvrdili ili u svojima djelima pokazali utjecaj Varèsea su: Milton Babbitt, Harrison Birtwistle, Pierre Boulez, John Cage, Morton Feldman, Brian Ferneyhough, Roberto Gerhard, Olivier Messiaen, Luigi Nono, John Palmer, Krzysztof Penderecki, Silvestre Revueltas, Wolfgang Rihm, Leon Schidlowsky, Alfred Schnittke, William Grant Still, Karlheinz Stockhausen, Iannis Xenakis, Frank Zappa i John Zorn.

### Utjecaj na popularnu glazbu
Varèseovo isticanje timbra, ritma i novih oblika tehnologije nadahnuo je generaciju glazbenika koji su počeli djelovati tijekom 1960-ih i 1970-ih. Jedan od najvećih Varèseovih obožavatelja bio je američki gitarist Frank Zappa, koji ga je počeo stalno slušati otkad je prvi put poslušao primjerak albuma The Complete Works of Edgard Varèse, Vol. 1. Taj primjerak albuma objavio je EMS Recordings 1950. godine, a na njemu se nalaze skladbe Intégrales, Density 21.5, Ionisation i Octandre.
Zappi je 21. prosinca 1955. njegova majka za njegov 15. rođendan dopustila da obavi skup međugradski poziv i nazove Varèsea na njegov kućni telefon u New Yorku. U to je vrijeme Varèse bio u Bruxellesu u Belgiji, pa je Zappa razgovarao s njegovom suprugom Louise. Na koncu su Zappa i Varèse razgovarali telefonom i raspravljali o tome da se upoznaju uživo. Iako se to nikada nije dogodilo, Varèse je Zappi poslao pismo. Zappa ga je uokvirio i čuvao u svojem studiju do kraja života. Varèseova privrženost eksperimentiranju kojim je izbrisao granice onoga što je prethodno bilo moguće u glazbi ostavila je trag i u Zappinoj karijeri. Zappin posljednji projekt bio je The Rage and the Fury, snimka Varèseovih djela. U knjižicama ranijih albuma često je djelomično pogrešno citirao navod iz manifesta ICG-a pišući "Skladatelj sadašnjice odbija umrijeti."

### Počasti
- Diskografska kuća Varèse Sarabande Records nazvana je po skladatelju.
- Klavijaturist Robert Lamm iz jazz rock grupe Chicago napisao je pjesmu "A Hit by Varèse" za album Chicago V (iz 1972.).
- Skladatelj John Zorn objavio je šest CD-a posvećenih Varèseu i Antoninu Artaudu: Moonchild, Astronome, Six Litanies for Heliogabalus, The Crucible, Ipsissimus i Templars: In Sacred Blood.
- Alan Clayson na svoj je album One Dover Soul iz 2012. uvrstio aranžman skladbe "Un grand sommeil noir".

## Glazbena filozofija i skladanje

### Pretpostavke
U nekoliko je navrata Varèse razmišljao o tome kako bi tehnologija mogla sve promijeniti glazbu u budućnosti. Godine 1936. pretpostavio je da će nastati glazbeni strojevi koji će moći izvoditi glazbu istog trena kad skladatelj u njih ubaci partituru. Ti bi strojevi mogli reproducirati "bilo kakve frekvencije" i sama bi partitura morala biti "seizmografska" da bi mogla ilustrirati njihov pravi potencijal. Godine 1939. proširio je taj koncept i izjavio da bi tim strojem "svatko mogao klikom na gumb mogao reproducirati glazbu na jednak način kako ju je skladao skladatelj – bilo bi to jednako otvaranju knjige." Varèse nije ostvario te namjere sve dok nije počeo eksperimentirati s elektroničkom vrpcom tijekom 1950-ih i 1960-ih.

### Idée fixe
Neka Varèseova djela, pogotovo Arcana koriste se nečime što se naziva idée fixe, fiksiranom temom koja se ponavlja nekoliko puta u djelu. Najpoznatija upotreba idée fixe prisutna je u Symphonie fantastique Hectora Berlioza; općenito se ne prenosi, zbog čega se razlikuje od lajtmotiva koji je koristio Richard Wagner.

## Djela
- Un grand sommeil noir, pjesma nastala na temelju stihova Paula Verlainea.
- Amériques za veliki orkestar (1918. – 1921., dorađeno 1927.)
- Offrandes za sopran i komorni orkestar (pjesme Vicentea Huidobra i Joséa Juana Tablade) (1921.)
- Hyperprism za puhačka glazbala i udaraljke (1922. – 1923.)
- Octandre za sedam puhačkih glazbala i kontrabas (1923.)
- Intégrales za puhačka glazbala i udaraljke (1924. – 1925.)
- Arcana za veliki orkestar (1925. – 1927.)
- Ionisation za trinaest udaraljkaša (1929. – 1931.)
- Ecuatorial za bas (glas) ili jednoglasan muški zbor, limena puhačka glazbala, orgulje, udaraljke i teremine (dorađeno 1961. godine za Martenotovi valove (autor teksta Francisco Ximénez) (1932. – 1934.)
- Density 21.5 za solo flautu (1936.)
- Tuning Up za orkestar (skicirano 1946., završio Chou Wen-chung 1998.)
- Étude pour espace za sopran solo, zbor, dva klavira i udaraljke (1947., orkestrirao i obradio Chou Wen-chung za puhačka glazbala i udaraljke za spacijaliziranu izvedbu uživo 2009. godine.) (autori teksta Kenneth Patchen, José Juan Tablada i Sveti Ivan od Križa)
- Dance for Burgess za komorni ansambl (1949.)
- Déserts za puhačka glazbala, udaraljke i elektroničku vrpcu (1950. – 1954.)
- La procession de verges za elektroničku vrpcu (glazba za film Around and About Joan Mirò, režiser Thomas Bouchard) (1955.)
- Poème électronique za elektroničku vrpcu (1957. – 1954.)
- Nocturnal za sopran, muški zbor i orkestar, tekst je prilagođen iz djela The House of Incest od Anaïs Nin (1961.), postumno doradio i dovršio Chou Wen-chung (1968.)

## Vanjske poveznice
- Edgard Varèse, Wikicitat na engleskoem
- Edgard Varèse na IMDB-u
- Edgard Varèse na AllMusicu
- BBC.co.uk: Music Profiles: Edgard Varèse
- Edgard Varèse:Composer, Sound Sculptor, Visionary  Arhivirana inačica izvorne stranice od 16. rujna 2009. (Wayback Machine) edited by Felix Meyer and Heidy Zimmermann (Boydell Press in association with the Sacher Foundation 2006). This large format and profusely illustrated book of essays on the composer was published to coincide with an exhibition at the Museum Tinguely in Basel.
- Thereminvox.com
  - Interview with musicologist Olivia Mattis about Edgard Varèse's Ecuatorial and the Theremin Cello
  - A Letter to Leon Theremin by Edgard Varèse
- OHM- The Early Gurus of Electronic Music: Varese
- SoNHoRS: Edgard Varèse (in French)
- Excerpts from sound archives  Arhivirana inačica izvorne stranice od 13. veljače 2013. (Wayback Machine) of Varèse's works
- WNYC.org: A Musical Tribute to Edgar Varèse, April 17, 1981